# Кэбэнн, Кристи
Кристи Кэбэнн (англ. Christy Cabanne) — американский кинорежиссёр, сценарист и актёр немого кино.

## Биография
Родился в 1888 году в Сент-Луисе. Кэбэнн начал свою карьеру на сцене в качестве актёра и режиссёра. Он появился на экране в десятках короткометражных фильмов между 1911 и 1915 годами. Одно время работал помощником режиссёра Дэвида Уорка Гриффита. Постепенно он стал снимать сам и стал фактически одним из самых плодовитых режиссёров своего времени. В его короткометражках снималась Мириам Купер. В 1932 году он снял полнометражный фильм «Рыжая защитница», ставший первым фильмом для актрисы Ширли Темпл. Вскоре вышла. Снятая им первая звуковая экранизация «Джейн Эйр» с Вирджинией Брюс и Колином Клайвом. Кэбэнн также вошёл в историю, как создатель классических фильмов ужасов. Известный успех имел его фильм «Рука мумии» из Классической серии фильмов ужасов студии Universal.  Кроме того в 1947 году вышел его фильм Напуганная до смерти» в котором сыграли Бела Лугоши, Джордж Зукко и Анджело Росситто. Кэбэнн заработал репутацию эффективного человека, способного очень быстро снимать художественные фильмы, часто в труднопроходимых местах. Работая как на крупных, так и на мелких студиях, к 1940-м годам режиссёр перешёл на малобюджетные боевики в Universal Pictures, и закончил свою карьеру, снимая малобюджетные вестерны для Monogram Pictures.

## Личная жизнь
Кристи Кабанн был женат на Миллисент Фишер, которая снималась в нескольких его фильмах. У них было двое детей, Уильям и Одри.

## Фильмография
- Жизнь генерала Вильи 1914
- Мученики Аламо, или Рождение Техаса 1915
- Ягнёнок 1915
- Рука мумии 1932
- Джейн Эйр 1934
- Напуганная до смерти 1947